# Afrikanska mästerskapen i fäktning 2010
Afrikanska mästerskapen i fäktning 2010 arrangerades mellan den 25 och 30 september 2010 i Tunis i Tunisien. Det var den 10:e upplagan av afrikanska mästerskapen i fäktning.

## Medaljörer

### Herrar
| Gren                  | Guld                                                                       | Silver                                                                        | Brons                                                                          |
| Värja, individuellt   | Alexandre Bouzaid                                                          | Ahmed Nabil                                                                   | Jawhar Miled                                                                   |
| Värja, individuellt   | Alexandre Bouzaid                                                          | Ahmed Nabil                                                                   | Cheikh Omar Diallo                                                             |
| Värja, lag            | Egypten Ahmed Nabil Ayman Alaa El-Din Muhannad Saif El-Din Mohamed Maarouf | Tunisien Jawhar Miled Mohamed Ben Aziza Mohamed Ayoub Ferjani Mohamed Samandi | Sydafrika Jarryd New Sharidon van Rensburg Given Maduma Ivan Perovic           |
| Florett, individuellt | Tarek Fouad                                                                | Mohamed Samandi                                                               | Mostafa Mahmoud                                                                |
| Florett, individuellt | Tarek Fouad                                                                | Mohamed Samandi                                                               | Alaaeldin Abouelkassem                                                         |
| Florett, lag          | Egypten Tarek Fouad Alaaeldin Abouelkassem Mostafa Mahmoud Ahmed Refaat    | Sydafrika Jacques Viljoen Jarryd New Michael Erasmus Skye Pym-Siljeur         | Tunisien Mohamed Ayoub Ferjani Karim Kamoun Heythem Bessaoud Yassine Chammakhi |
| Sabel, individuellt   | Souhaib Sakrani                                                            | Hichem Samandi                                                                | Iheb Ben Chaabene                                                              |
| Sabel, individuellt   | Souhaib Sakrani                                                            | Hichem Samandi                                                                | Mamadou Keïta                                                                  |
| Sabel, lag            | Tunisien Souhaib Sakrani Hichem Samandi Iheb Ben Chaabene Amine Akkari     | Senegal Mamadou Keïta Ibrahima Keïta Amadou Moustapha Diagne                  | Marocko Mohamed El-Guettari Rachid Maftouh Marouane Khalil                     |

### Damer
| Gren                  | Guld                                                              | Silver                                                                     | Brons                                                         |
| Värja, individuellt   | Sarra Besbes                                                      | Mona Abdulaziz                                                             | Eman Hossam                                                   |
| Värja, individuellt   | Sarra Besbes                                                      | Mona Abdulaziz                                                             | Meriem Hayouni                                                |
| Värja, lag            | Tunisien Sarra Besbes Meriem Hayouni Maya Mansouri Inès Boubakri  | Sydafrika Shih-Ya Huang Tamryn Carfoot Giselle Vicatos Daniella Klonarides | Egypten Mona Abdulaziz Eman Hossam Ayah Mahdy Salma Mokabel   |
| Florett, individuellt | Inès Boubakri                                                     | Shaimaa El-Gammal                                                          | Haïfa Jabri                                                   |
| Florett, individuellt | Inès Boubakri                                                     | Shaimaa El-Gammal                                                          | Eman El-Gammal                                                |
| Florett, lag          | Egypten Shaimaa El-Gammal Eman El-Gammal Iman Shaban Nada El-Sadi | Tunisien Inès Boubakri Haïfa Jabri Sarra Besbes Jouda Louhichi             | Senegal Maty Coumba Diouf Salimata Sabaly Ndeye Binta Diongue |
| Sabel, individuellt   | Amira Ben Chaabane                                                | Azza Besbes                                                                | Mennatalla Ahmed Yasser                                       |
| Sabel, individuellt   | Amira Ben Chaabane                                                | Azza Besbes                                                                | Héla Besbes                                                   |
| Sabel, lag            | Tunisien Azza Besbes Héla Besbes Amira Ben Chaabane Fatma Grami   | Egypten Mennatalla Ahmed Yasser Sara Nasr Iman Shaban                      | Togo Abibatou Yaya Minnam Kontouloukou Akou Dulcie Nodjo      |

## Medaljtabell
*   Värdland ( Tunisien)
| Nr                  | Nation              | Guld | Silver | Brons | Totalt |
| ------------------- | ------------------- | ---- | ------ | ----- | ------ |
| 1                   | Tunisien*           | 7    | 5      | 6     | 18     |
| 2                   | Egypten             | 4    | 4      | 6     | 14     |
| 3                   | Senegal             | 1    | 1      | 3     | 5      |
| 4                   | Sydafrika           | 0    | 2      | 1     | 3      |
| 5                   | Marocko             | 0    | 0      | 1     | 1      |
| 5                   | Togo                | 0    | 0      | 1     | 1      |
| Totalt (6 nationer) | Totalt (6 nationer) | 12   | 12     | 18    | 42     |